# Gmina Raša
Gmina Raša (chorw. Općina Raša) – gmina w Chorwacji, w żupanii istryjskiej.

## Miejscowości i liczba mieszkańców (2011)
- Barbići – 66
- Brgod – 157
- Brovinje – 81
- Crni – 15
- Drenje – 45
- Koromačno – 180
- Krapan – 151
- Kunj – 70
- Letajac – 33
- Most-Raša – 78
- Polje – 25
- Gmina Raša (chorw. Općina Raša) – 1440
- Ravni – 73
- Skitača – 3
- Stanišovi – 38
- Sveta Marina – 50
- Sveti Bartul – 227
- Škvaranska – 5
- Topid – 136
- Trget – 35
- Trgetari – 50
- Viškovići – 170